# NGC 2562
NGC 2562 је лентикуларна галаксија у сазвежђу Рак која се налази на NGC листи објеката дубоког неба.
Деклинација објекта је + 21° 7' 54" а ректасцензија 8h 20m 23,5s. Привидна величина (магнитуда) објекта NGC 2562 износи 13,0 а фотографска магнитуда 13,9. NGC 2562 је још познат и под ознакама UGC 4345, MCG 4-20-31, CGCG 119-63, ARAK 159, PGC 23395.